# Музич, Зоран
Зоран Музич (или правильнее — Мушич; словен. Zoran Anton Mušič; 12 февраля 1909, деревня Буковица, под Горицией, Австро-Венгрия, ныне Словения — 25 мая 2005, Венеция) — словенский живописец и график, работал в Италии и Франции.

## Начальный этап биографии

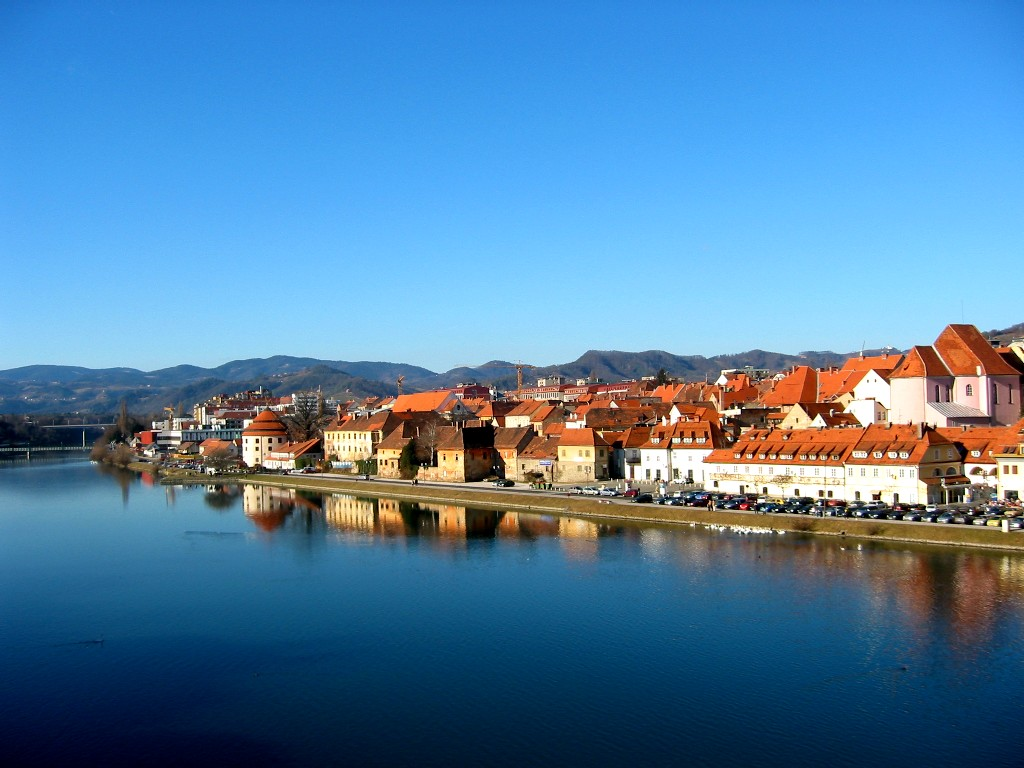
Марибор, старый квартал на берегу Дравы

Родился в семье сельских учителей. Учился живописи в Мариборе (1920—1928) и Загребе (1930—1935), затем на год уехал в Мадрид и Толедо, где изучал и копировал работы Гойи и Эль Греко. С началом гражданской войны покинул Испанию. Впервые работы Мушича, развивающие достижения балканского авангарда 1920-х годов, были выставлены в 1938 году в Любляне. В 1943—1944 годах они были показаны в Триесте и Венеции, предисловие к каталогу написал известный итальянский художник Филиппо де Пизис.

## Тюрьма и концлагерь
В 1944 году в Венеции Музич по подозрению в связях с партизанами был арестован гестапо, отправлен в Триест, где месяц провёл в тюрьме, подвергался пыткам. С ноября 1944 года — узник концлагеря Дахау. Из более чем двух сотен сделанных там рисунков на обрывках бумаги уцелели тридцать пять.
В 1945 году был освобождён американской армией, перевезён тяжелобольным в Люблянский госпиталь. Спасаясь от преследований коммунистического режима маршала Тито, Музич бежал в американскую зону в Гориции, затем перебрался в Венецию.

## Послевоенный этап

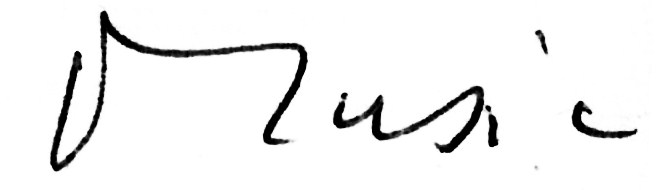
Автограф художника

В 1948 году две картины Музича были представлены на Венецианской биеннале, в 1950 году он получил на Биеннале первую премию, с этих пор работы Музича экспонируются на крупнейших выставках в Европе и США, приобретаются музеями мира, он удостоен многих авторитетных наград. С 1953 года Музич делил жизнь между Венецией и Парижем (где первые годы работал в бывшей мастерской Хаима Сутина на Монпарнасе). В 1970—1971 годах им создан живописный цикл-воспоминание «Мы — не последние», посвящённый узникам концлагерей и ставший наиболее прославленной из его работ.

## Признание
В 1990 году Музич был награждён французским орденом Почётного легиона. В 1995 году в Кане участвовал вместе с Миклошем Бокором в общей выставке «Время тьмы». В том же году на огромной ретроспективной экспозиции в парижском Гран-Пале были представлены свыше 250 работ мастера. В 1999 году награждён словенским золотым орденом Свободы. В 2003 году его живопись и графика из собрания Патти Бёрч (США) была показана в ГМИИ имени Пушкина в Москве.
Скончался в Венеции и похоронен на кладбище острова Сан-Микеле.

## Каталоги выставок
- Omaggio a Zoran Music. Opere scelte 1948—1990. Catalogo della mostra/ Vescovo M., Clair J., eds. — Venecia: De Ferrari & Devega, 1997.
- Venise dans l’oeuvre de Zoran Music. — Paris: Paris-Musées, 2000.
- Zoran Music: Rétrospective. / Jean Clair, ed. — Paris: Cinq Continents, 2003.

## О художнике
- Grenier J. Zoran Music. — Paris: Le Musée de Poche, 1970
- Peppiatt M. Zoran Music: entretiens, 1988—1998. — Paris: L’Echoppe, 2000.
- Clair J. La Barbarie ordinaire: Music à Dahau. — Paris: Gallimard, 2001.
- Zoran Music a Cortina. Il ciclo naturalistico della vita. / A cura di Daniele D’Anza. — Trieste: Il ramo d’oro edizioni, 2009. — ISBN 978-88-89359-41-9.
- Clair J. a. o. Zoran Music: Apprendre à regarder la mort comme un soleil. — Paris: Somogy éditions d’art, 2009.
- Даль Бон, Джованна. Странствия по Европе Зорана Музича. — Третьяковская галерея : журнал. — 2010. — № 1(26).